# Voivodato di Przemyśl

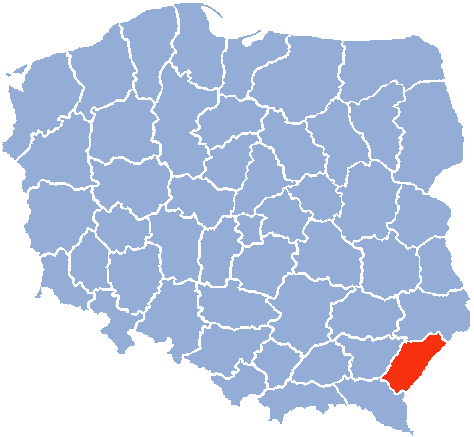
Voivodato di Przemyśl

Il voivodato di Przemyśl (in polacco: województwo przemyskie) è stato un'unità di divisione amministrativa e governo locale della Polonia tra gli anni 1975 e 1998. È stato sostituito nel 1999, con la nuova suddivisione in voivodati, dal voivodato della Precarpazia.
La capitale era Przemyśl.

## Principali città (popolazione nel 1995)
- Przemyśl (68.900)
- Jarosław (41.800)